# Peter Disera
Peter Disera, né le 21 février 1995 à Bradford West Gwillimbury, est un coureur cycliste canadien. Il participe principalement à des compétitions de VTT.

## Palmarès en VTT

### Jeux olympiques
- Tokyo 2020
  - 26e du cross-country

### Championnats du monde
- Pietermaritzburg 2013
  -  Médaillé d'argent du cross-country juniors

### Coupe du monde
- Coupe du monde de cross-country moins de 23 ans
  - 2017 : 7e du classement général

- Coupe du monde de cross-country
  - 2018 : 49e du classement général
  - 2019 : 20e du classement général
  - 2021 : 32e du classement général
  - 2022 : 48e du classement général
  - 2023 : 84e du classement général

### Championnats nationaux
| - 2012 - 3e du championnat du Canada de cross-country juniors - 2013 - Champion du Canada de cross-country juniors - 2014 - 3e du championnat du Canada de cross-country espoirs - 2015 - 2e du championnat du Canada de cross-country espoirs - 2016 - Champion du Canada de cross-country espoirs | - 2017 - Champion du Canada de cross-country - 2018 - Champion du Canada de cross-country - 2019 - Champion du Canada de cross-country - 2021 - Champion du Canada de cross-country - 2022 - Champion du Canada de cross-country |  |

## Palmarès sur route
- 2013
  -  Champion du Canada du contre-la-montre juniors
  -  Champion du Canada du critérium juniors
  - Calabogie Road Classic juniors
- 2016
  - 4e étape de la Sea Otter Classic